# Тіаго Роса Да Кунья
Тіаго Роса Да Кунья або просто Тіагуіньо (порт.-браз. Thiago Rosa da Cunha; нар. 21 березня 2003, Флоріанополіс, Санта-Катарина, Бразилія) — бразильський футболіст, нападник та лівий вінґер «Гуарані» (Пальоса), який виступав в оренді за полтавську «Ворсклу».

## Життєпис
Футбольну кар'єру розпочав на батьківщині, в «Гуарані». У футболці пальоського клубу дебютував 30 червня 2021 року в переможному (2:1) поєдинку 1-го туру першого раунду Серії Б Ліги Катаріненсе проти «Інтернасьоналя» (Лажеас). Тіаго вийшов на поле на 78-й хвилині замість Ле Петіта. Першим голом у дорослому футболі відзначився 19 серпня 2021 року на 79-й хвилині виїзного нічийного поєдинку 12-го туру першого раунду Серії Б Ліги Катаріненсе проти «Барра». Кунья вийшов на поле в стартовому складі та відіграв увесь матч. У сезоні 2021 року зіграв 14 матчів та відзначився 2-ма голами в Серії Б Ліги Катаріненсе. По ходу сезону 2021 року перебрався до «Баїї», де виступав здебільшого за молодіжну команду. Єдиний поєдинок за першу команду провів 15 січня 2022 року, в 1-му турі Ліги Баїяно проти «Баїї» (Фейра). Тіаго вийшов на поле на 93-й хвилині замість Жоау Вітора.
На початку січня 2023 року вільним агентом повернувся до «Гуарані». У Серії Б Ліги Катаріненсе відзначився 2-ма голами в 6-ти матчах.
31 липня 2023 року відправився в 1-річну оренду до «Ворскли». У футболці полтавського клубу дебютував 6 серпня 2023 року в програному (1:4) виїзному поєдинку 2-го туру Прем'єр-ліги України проти львівського «Руху». Кунья вийшов на поле на 75-й хвилині замість Владлена Юрченка.